# ウォーレン・デラルー
ウォーレン・デラルー（Warren De la Rue、1815年1月18日 - 1889年4月19日）は、イギリスのアマチュア天文家・化学者で、天体写真のパイオニアである。1862年にイギリス王立天文学会ゴールドメダルを受賞した。

## 生涯
現在も操業中で、紙幣印刷も行っているイギリスの印刷会社デ・ラ・ルー社の設立者トーマス・デラルー（en）の息子として生まれた。ガーンジー島に生まれ、パリで教育を受けた後、父親の仕事を手伝った。余暇に化学と電気を研究し、1836年から1948年の間に7編の論文を発表した。ジェームズ・ナスミスの影響で天文学に興味を持つようになり、1850年に13インチの反射望遠鏡を製作し、始めカノンバリーに、後にミドルセックスのCranfordに設置し、多くの天体のスケッチを描いた。
デラルーの業績は天体研究における写真技術の応用の先駆者であることで、1851年のロンドン万国博覧会に展示された、ジョージ・フィリップス・ボンドの月の写真に刺激をうけて、より鮮明な天体写真をえるための技術の改良を行った。
1854年に太陽物理学に関心を持つようになり、太陽撮影装置を発明し14年間にわたり継続的に太陽表面の写真をとり研究した。1860年にはスペインで皆既日食の観測を行い、プロミネンスが太陽の表面から出ていることを示した。1873年に天文学の観測を続けるのを諦めて彼の観測機器をオックスフォード大学に寄付した。1887年に同じく13インチ望遠鏡を国際観測のために寄付した。
1850年に王立協会フェローに選出された。英国化学学会の会長を2度務め、1864年から1866年の間、王立天文学会の会長も務めた。1862年に王立天文学会ゴールドメダル、王立協会のベーカリアン・メダルを受賞し、1864年にロイヤル・メダルを受賞した。